# Схинас
Схинас (грч. Σχοινάς) је насељено место у општини Александрија у периферији Средишња Македонија, Грчка. Према попису из 2021. године било је 304 становника.
Према бугарском географу и историчару, Василу Канчову, у Схинасу је 1900. године живело 220 Грка. После 1923. године насељено је 27 грчких избегличких породица, укупно 130 особа. На попису из 1928. године Схинас је имао 401 становника.